# Nicolás Maduro
Nicolás Maduro Moros (n. 23 noiembrie 1962, Caracas, Venezuela) este un politician din Venezuela, care din 5 martie 2013 este șeful statului.

## Biografie
S-a născut la Caracas în 23 noiembrie 1962. Prima funcție importantă din stat pe care a ocupat-o a fost cea de Ministru al Afacerilor Externe al Republicii Bolivariene de Venezuela iar mai apoi a devenit vicepreședinte în 12 octombrie 2012. Din 2013 este președintele țării.